# BYD Song Max
BYD Song Max – samochód osobowy typu minivan klasy średniej produkowany pod chińską marką BYD od 2017 roku.

## Historia i opis modelu

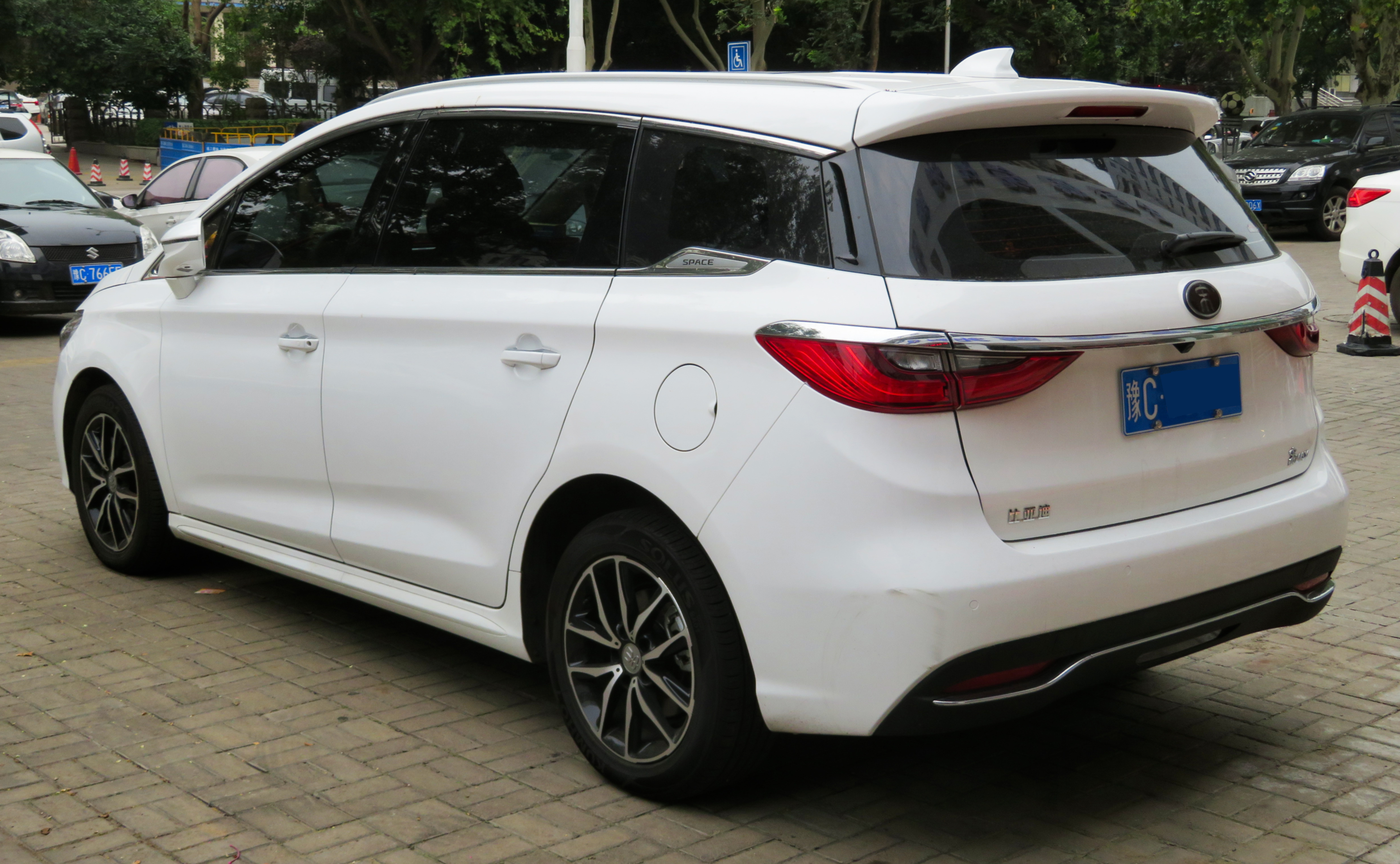
BYD Song Max - tył

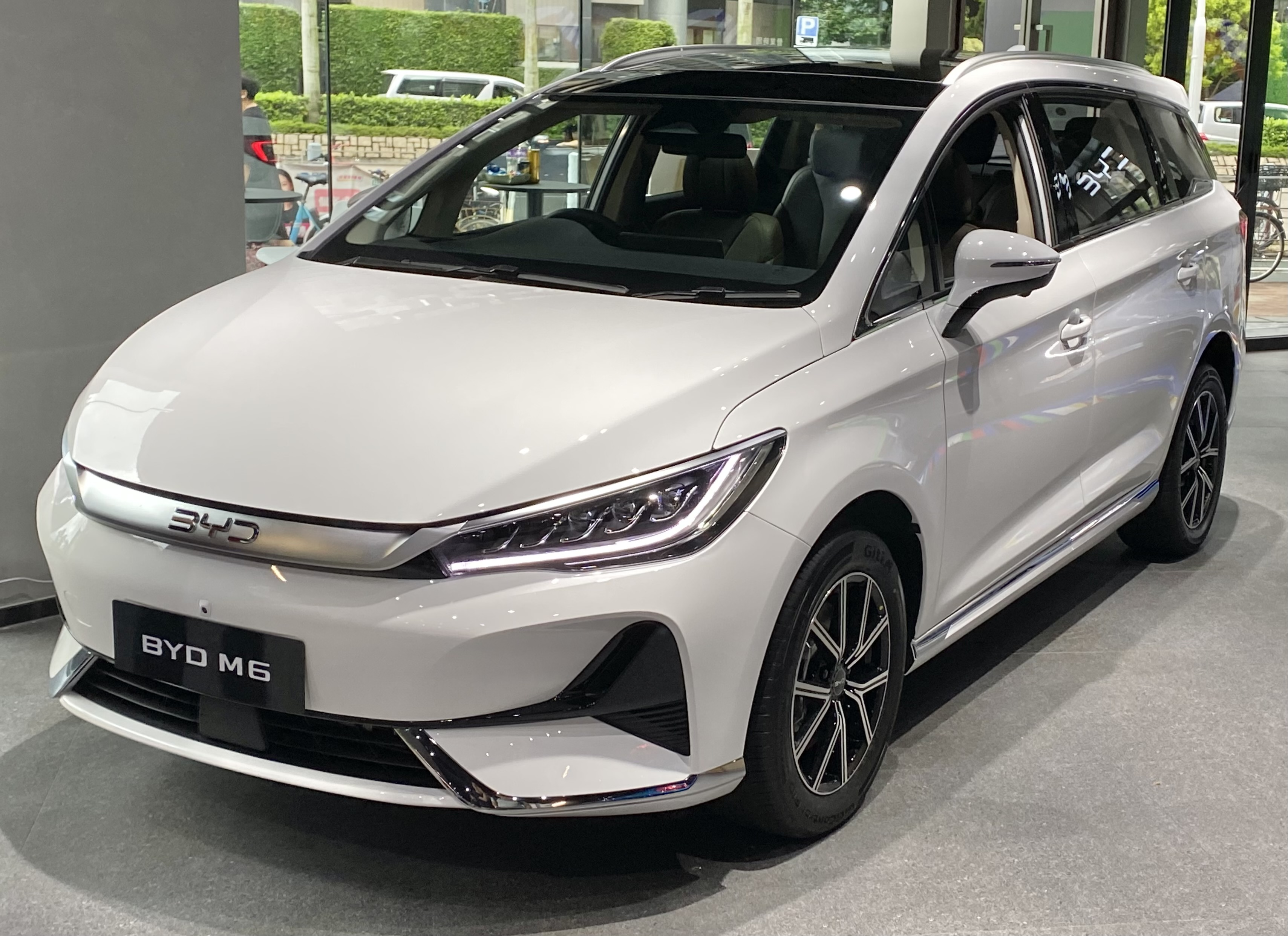
BYD Song Max po drugim liftingu

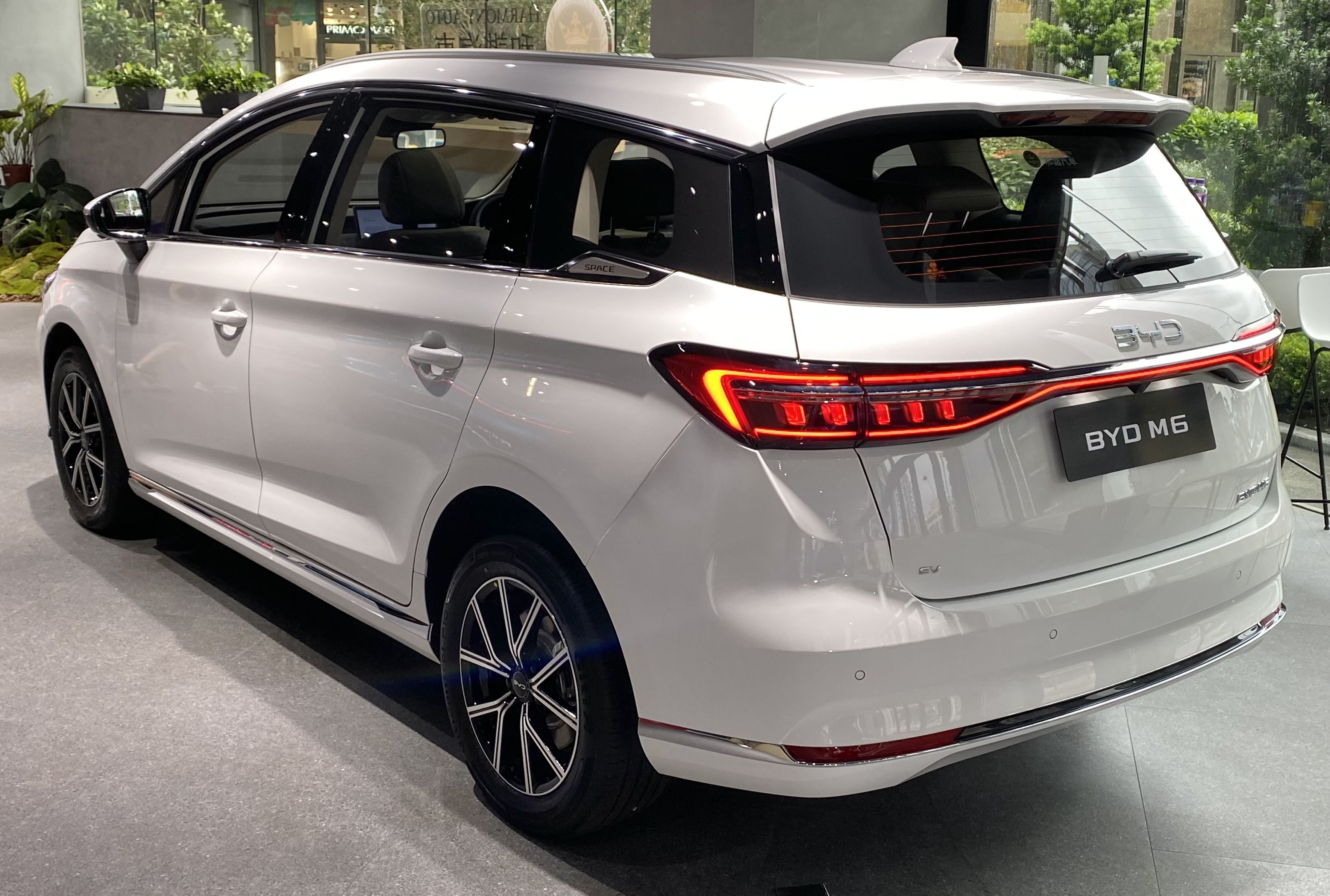
BYD Song Max - tył po drugim liftingu

Podczas wystawy Shanghai Auto Show w kwietniu 2017 roku BYD przedstawił pierwszy wynik nowej strategii biznesowo-technologicznej skoncentrowanej m.in. na całkowitej modernizacji i rozbudowie gamy modelowej, nadając jej indywidualny język stylistyczny autorstwa nowo zatrudnionego wówczas szefa działu projektowego, niemieckiego projektanta Wolfganga Eggera.
BYD Song Max przyjął postać średniej wielkości minivana, charakteryzując się smukła sylwetką z dużymi, agresywnie ukształtowanymi reflektorami i trapezoidalnym, zdobionym chromem wlotem powietrza, realizując jako pierwszy model BYD-a koncepcję przodów w stylu Dragon Face.

### Song Max DM
Równolegle z wariantem spalinowym, BYD Song Max trafił do sprzedaży także w tradycyjnym dla producenta wariancie Dual Motor będącym spalinowo-elektryczną hybrydą typu plug-in. Pojazd napędził 156-konny silnik spalinowy o pojemności 1,5-litra, który razem z dwoma silnikami elektrycznymi rozwinął 446 KM mocy. 

### Song Max EV
W 2019 roku gamę wariantów napędowych uzupełnił w pełni elektryczny. Układ napędowy napędzanego prądem minivana tworzy silnik elektryczny o mocy 160 KM, pozwalający rozpędzić się do 100 km/h w 6 sekund i maksymalnie jechać do 150 km/h. Na jednym ładowaniu pojazd może przejechać ok. 450 kilometrów.

### Restylizacje
W sierpniu 2020 roku BYD Song Max przeszedł restylizację, w ramach której pojazd zyskał przemodelowane zderzaki, a także zaadaptował od wariantów hybrydowych i elektrycznych nowy projekt deski rozdzielczej z 12,3-calowym wyświetlaczem systemu multimedialnego z funkcją obrotu o 180 stopni. Z tyłu zmianie uległ kształt lamp, które połączono inną chromowaną listwą, a także zmieniono wytłoczenie klapy bagażnika.
W czerwcu 2024 zaprezentowany został model po drugiej restylizacji, która tym razem przyniosła przemodelowany przedni zderzak, charakterystyczną chromowaną poprzeczkę pomiędzy reflektorami i przemodelowane lampy tylne. Zyskały one bardziej podłużny kształt, nawiązując tym sposobem do nowszych konstrukcji firmy. 

### Sprzedaż
Przez pierwsze 7 lat rynkowej obecności BYD Song Max był produktem przeznaczonym na wewnętrzny, chiński rynek, gdzie do 2021 roku oferowany był także w cieszącej się popularnością wersji spalinowej, a następnie już tylko jako samochód hybrydowy lub elektryczny. W czerwcu 2024 zadebiutowała odmiana na rynki eksportowe pod nazwą BYD M6, która wyłącznie w wersji elektrycznej trafiła do sprzedaży m.in. w Tajlandii.

### Silnik
- R4 1.5l Turbo